# Primera División de Zambia 2019-20
La Primera División de Zambia 2019-20 (conocida como MTN/FAZ Super Division por razones de patrocinio) fue la 59.ª edición de la Primera División de Zambia, la liga más importante de Zambia. La temporada comenzó el 31 de agosto de 2019 y culminó el 9 de agosto de 2020. En esta temporada contó con 18 equipos.

## Ascensos y descensos
| Pos. | Descendidos de la Primera División 2019 |
| ---- | --------------------------------------- |
| 17.º | Circuit City FC                         |
| 18.º | Manchester United ZA                    |
| 19.º | Kitwe United FC                         |
| 20.º | Prison Leopards FC                      |

| Pos.  | Ascendidos de la Segunda División 2019 |
| ----- | -------------------------------------- |
| 1.ºZB | Kansanshi Dynamos FC                   |
| 1.ºZC | Kabwe Youth SA                         |

## Equipos participantes
| Equipo                | Ciudad   | Estadio                 | Capacidad |
| --------------------- | -------- | ----------------------- | --------- |
| Buildcon FC           | Ndola    | Levy Mwanawasa Stadium  | 49.800    |
| Forest Rangers FC     | Ndola    | Levy Mwanawasa Stadium  | 49.800    |
| Green Buffaloes FC    | Lusaka   | Independence Stadium    | 30.000    |
| Green Eagles FC       | Lusaka   | Independence Stadium    | 30.000    |
| Kabwe Warriors FC     | Kabwe    | Godfrey Chitalu Stadium | 10.000    |
| Kabwe Youth SA        | Kabwe    | Godfrey Chitalu Stadium | 10.000    |
| Kansanshi Dynamos FC  | Solwezi  | Solwezi Stadium         | 5.000     |
| Lumwana Radiants FC   | Solwezi  | Lumwana Football Pich   | 3.000     |
| Lusaka Dynamos FC     | Lusaka   | Sunset Stadium          | 5.100     |
| Mufulira Wanderers FC | Mufulira | Shinde Stadium          | 10.000    |
| Nakambala Leopards FC | Mazabuka | Nakambala Stadium       | 5.000     |
| NAPSA Stars FC        | Lusaka   | Nkoloma Stadium         | 5.000     |
| Nkana FC              | Kitwe    | Nkana Stadium           | 10.000    |
| Nkwazi FC             | Lusaka   | Edwin Imboela Stadium   | 6.000     |
| Power Dynamos FC      | Kitwe    | Arthur Davies Stadium   | 15.500    |
| Red Arrows FC         | Lusaka   | Nkoloma Stadium         | 5.000     |
| Zanaco FC             | Lusaka   | Sunset Stadium          | 5.100     |
| ZESCO United FC       | Ndola    | Levy Mwanawasa Stadium  | 49.800    |

## Formato
Los 18 equipos participantes juegan entre sí todos contra todos dos veces totalizando 34 partidos cada uno; al término de las 34 jornadas el campeón y el subcampeón se clasificarán a la Liga de Campeones de la CAF 2020-21; el tercer lugar y el cuarto lugar se clasifican a la Copa Confederación de la CAF 2020-21, en cambio los 4 últimos descenderán a la Segunda División de Zambia 2020-21.

## Tabla de posiciones
- Actualizado el 10 de Agosto de 2020. [1]

| Pos. | Equipo                   | PJ | PG | PE | PP | GF | GC | DG  | Pts. |
| ---- | ------------------------ | -- | -- | -- | -- | -- | -- | --- | ---- |
| 1.   | Nkana FC (C)             | 27 | 14 | 8  | 5  | 35 | 18 | +17 | 50   |
| 2.   | Forest Rangers FC        | 27 | 14 | 8  | 5  | 32 | 19 | +13 | 50   |
| 3.   | Green Eagles FC          | 27 | 13 | 9  | 5  | 34 | 19 | +15 | 48   |
| 4.   | NAPSA Stars FC           | 27 | 14 | 6  | 7  | 36 | 22 | +14 | 48   |
| 5.   | ZESCO United FC          | 27 | 13 | 8  | 6  | 38 | 23 | +15 | 47   |
| 6.   | Power Dynamos FC         | 27 | 12 | 8  | 7  | 33 | 18 | +15 | 44   |
| 7.   | Zanaco FC                | 27 | 12 | 8  | 7  | 37 | 26 | +11 | 44   |
| 8.   | Kabwe Warriors FC        | 27 | 12 | 5  | 10 | 29 | 29 | 0   | 41   |
| 9.   | Lusaka Dynamos FC        | 27 | 11 | 7  | 9  | 33 | 28 | +5  | 40   |
| 10.  | Red Arrows FC            | 27 | 11 | 7  | 9  | 26 | 28 | -2  | 40   |
| 11.  | Green Buffaloes FC       | 27 | 10 | 8  | 9  | 28 | 27 | +1  | 38   |
| 12.  | Nkwazi FC                | 27 | 6  | 14 | 7  | 18 | 20 | -2  | 32   |
| 13.  | Buildcon FC              | 27 | 8  | 8  | 11 | 29 | 35 | -6  | 32   |
| 14.  | Lumwana Radiants FC      | 27 | 8  | 7  | 12 | 21 | 22 | -1  | 31   |
| 15.  | Kansanshi Dynamos FC (A) | 27 | 6  | 10 | 11 | 19 | 24 | -5  | 28   |
| 16.  | Mufulira Wanderers FC    | 27 | 4  | 5  | 18 | 17 | 39 | -22 | 17   |
| 17.  | Nakambala Leopards FC    | 27 | 4  | 5  | 18 | 15 | 45 | -30 | 17   |
| 18.  | Kabwe Youth SA (A)       | 27 | 3  | 5  | 19 | 16 | 54 | -38 | 14   |

 PJ = Partidos jugados; PG = Partidos ganados; PE = Partidos empatados; PP = Partidos perdidos;
GF = Goles en favor; GC = Goles en contra; DG = Diferencia de goles; Pts. = Puntos

(A) : Ascendidos de la temporada anterior.
|  | Campeón y Clasificado a la Liga de Campeones de la CAF 2020-21 |
|  | Clasificado a la Liga de Campeones de la CAF 2020-21           |
|  | Clasificado a la Copa Confederación de la CAF 2020-21          |
|  | Descenso a Segunda División 2020-21                            |